# Isidor Petschek
Isidor Petschek (15. března 1854, Kolín – 18. června 1919, Praha) byl český a německý podnikatel a právník židovského původu. Společně s bratry Ignazem Petschkem a Juliem Petschkem patřil mezi nejbohatší podnikatele na území Čech.

## Život

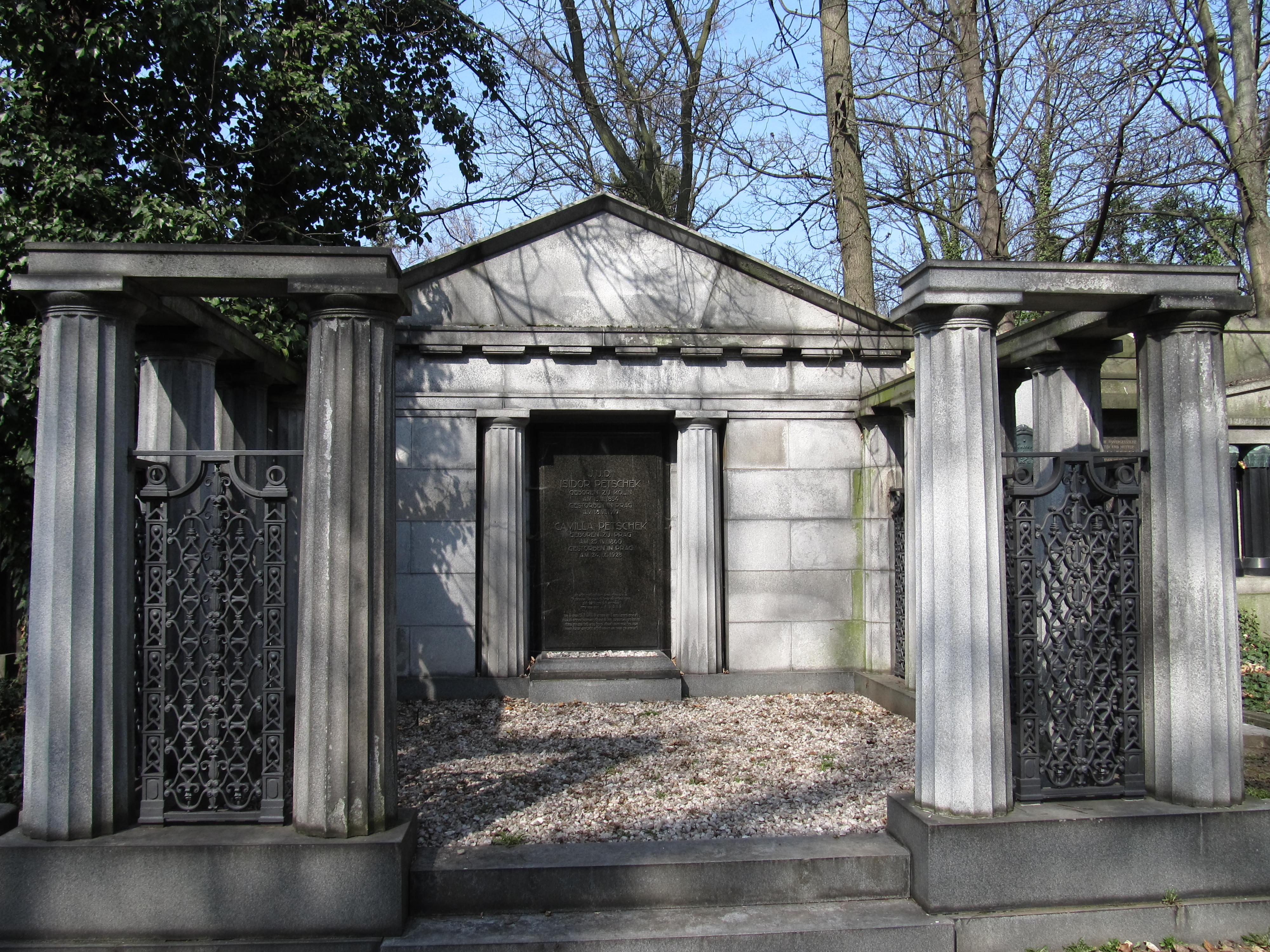
Hrobka Isidora Petschka na židovském hřbitově na Olšanech

Isidorův otec byl židovský obchodník Moses Petschek (1822–1888), který roku 1871 koupil akcie nově založené Mostecké uhelné společnosti.
JUDr. Isidor Petschek se narodil v Kolíně. Vystudoval na pražské universitě práva[zdroj?] a později založil vlastní advokátní kancelář, centrum rodinného impéria Petschků. Z manželství s Kamillou Robitschek se již v Praze narodili synové Otto (1882–1934), Paul (1886–1946), Friedrich (1890–1940) a Hans (1895-1968). Roku 1899 koupil vilu v Bubenči v Pelléově ulici čp. 13. Jeho synové v listopadu roku 1920 založili se svým strýcem Juliem a jeho synem Waltrem vlastní bankovní dům Petschek a spol. (Bankhaus Petschek & Co.), pro který byl v letech 1923–1929 podle návrhů architekta Maxe Spielmanna postaven jako sídlo Petschkův palác. Ottovi přenechal strýc Julius správu celého společného majetku pražské linie rodu Petschků. Ten se poté postavil do čela bankovního domu Petschek a spol. Druhý syn Paul zastupoval od října 1928 rodinné zájmy v Německu a žil v Berlíně-Wannsee. Od května 1936 byl zástupcem rodiny v Londýně.